# Frans Erens
Maria Joseph Franciscus Peter Hubertus (Frans, vaak ook: François) Erens (Schaesberg, 23 juli 1857 – Houthem-Sint Gerlach, 5 december 1935) was een Nederlandse criticus en prozaschrijver. Hij behoort tot de stroming van de Tachtigers.

Erens ging school aan Rolduc in Kerkrade en studeerde later rechten in Leiden, Bonn, Parijs en Amsterdam. In 1888 promoveerde hij in Amsterdam. Hij vestigde zich als advocaat in 1889. In 1897 werd hij griffier bij het kantongerecht in Veghel en later in Oostburg. Vanaf 1901 legde hij zich volledig toe op het schrijverschap. Hij woonde op verscheidene plaatsen zowel in als buiten Nederland, voordat hij zich in 1927 definitief vestigde in Houthem.

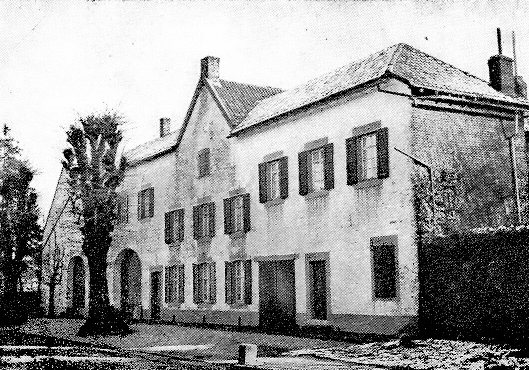
Huize De Kamp in Schaesberg, waar Frans Erens geboren werd. Hier staat nu het gemeentehuis van Landgraaf.

Vanaf 1883 schreef hij kritieken en beschouwingen, vooral over de moderne Franse literatuur. In 1886 werd hij medewerker van De Nieuwe Gids, waarvoor hij zowel essays als proza schreef en waarvan hij mederedacteur was in 1896 en 1897 en van 1909 tot zijn overlijden.
Halverwege de jaren 1880 verbleef hij in Parijs waar hij omging met belangrijke moderne Franse schrijvers als Maurice Barrès en Joris-Karl Huysmans. De mooiste bladzijden in zijn Vervlogen Jaren zijn aan deze periode gewijd.
Door Charles Baudelaire leerde hij het prozagedicht kennen en Erens introduceerde dit in 1886 in Nederland in De Nieuwe Gids. Zijn eigen prozagedichten werden in 1893 uitgebracht in de bundel Dansen en rhytmen. Zijn belangrijke opstel over Baudelaire (het eerste in het Nederlands taalgebied) werd, tezamen met beschouwingen verschenen in De Nieuwe Gids en de Amsterdammer, in 1906 gebundeld in Litteraire wandelingen.
Vanaf 1895 schreef hij voornamelijk reisbeschrijvingen over plaatsen die hij had bezocht. Rond 1910 ging hij ook schrijven over Limburg, waar hij was geboren. Hij heeft ook werk vertaald van Augustinus, Thomas à Kempis en Jan van Ruusbroec.

## Frans Erensprijs
In 1985 werd de driejaarlijkse Frans Erensprijs ingesteld. Deze werd — tot 2001 — afwisselend voor proza, memoires en poëzie uitgereikt.